# Lakócsa
Lakócsa là một thị trấn thuộc hạt Somogy, Hungary. Thị trấn này có diện tích 25,32 km², dân số năm 2010 là 577 người, mật độ 23 người/km².